# Bretonnières
Bretonnières – miejscowość i gmina (commune) w zachodniej Szwajcarii, w kantonie Vaud, w okręgu (district) Jura-Nord vaudois. Leży nad rzeką Orbe. 

## Demografia
W Bretonnières mieszka 266 osób. W 2021 roku 7,9% populacji gminy stanowiły osoby urodzone poza Szwajcarią.

## Transport
Przez teren gminy przebiega droga główna nr 9.